# Constantin Brâncoveanu

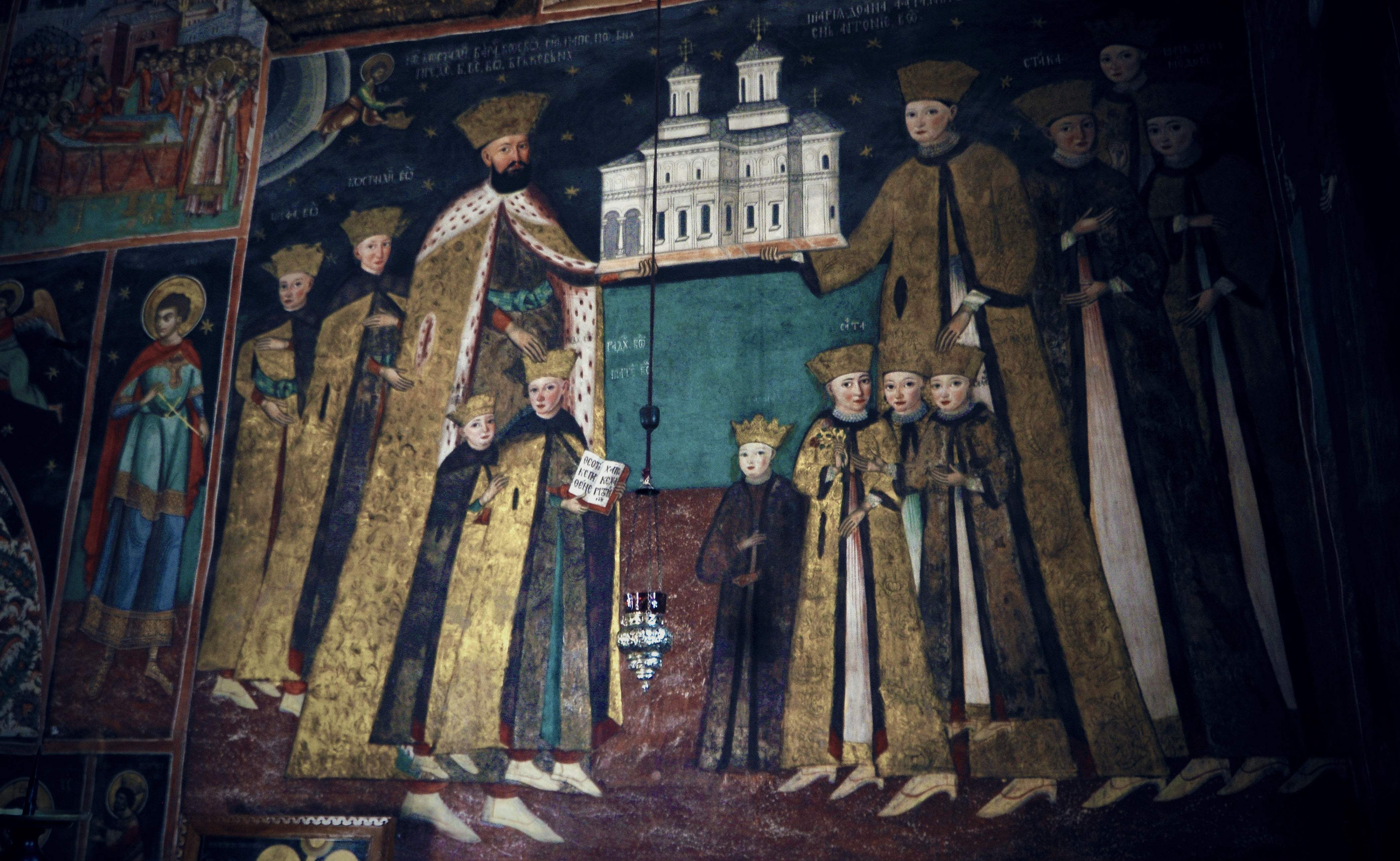
Constantin Brâncoveanu i la seva família, mural del 1709 al monestir de Hurezi

Constantin Brâncoveanu (pronunciació en romanès: [konstanˈtin brɨŋkoˈve̯anu] (1654 - 15 d'agost de 1714) va ser príncep de Valàquia entre 1688 i 1714.

## Biografia
Brâncoveanu era descendent de la família boiar Craioveşti i hereu per mitjà del seu avi Preda d'una part considerable de la fortuna de Matei Basarab. Va néixer a la finca de Brâncoveni i es va criar a la casa del seu oncle, stolnic Constantin Cantacuzino. Va pujar al tron després de la mort del seu oncle, el príncep Şerban Cantacuzino. Inicialment va ser recolzat pels seus oncles materns Constantin i Mihai Cantacuzino, però es va independitzar cada vegada més d'ells en el transcurs del seu regnat. Constantin Cantacuzino es va retirar a una de les seves finques i va començar a defensar la candidatura del seu fill Ștefan al tron.
El príncep va fer passos per negociar aliances antiotomanes primer amb la monarquia dels Habsburg i després amb la Rússia de Pere el Gran (vegeu la guerra russo-turca, 1710-1711): a la intervenció russa de 1710 a Moldàvia, el príncep es va posar en contacte amb el tsar Pere i va acceptar regals d'aquest darrer, mentre que la seva rivalitat amb el príncep moldau Dimitrie Cantemir (el principal aliat regional dels russos) va impedir un moviment polític més decisiu. En canvi, Brâncoveanu va reunir tropes valaques a Urlați, prop de la frontera amb Moldàvia, a l'espera que les tropes russes entressin al seu país i oferissin els seus serveis al tsar, alhora que es disposava a unir-se a la contraofensiva otomana en cas de canvi de fortuna. Quan diversos dels seus boiars van fugir al camp rus, el príncep es va veure obligat a decidir a favor dels otomans o a arriscar-se a convertir-se en enemic del seu sobirà otomà, i va retornar ràpidament els regals que havia rebut dels russos.

### Detenció i execució
Aquestes polítiques van ser finalment denunciades a la Porta. Brâncoveanu fou destituït del seu tron pel sultà Ahmed III, i detingut a Istanbul, on fou empresonat el 1714 a la fortalesa de Yedikule (les Set Torres).
Allà va ser torturat pels otomans, que esperaven localitzar la immensa fortuna que suposadament havia acumulat. Ell i els seus quatre fills van ser decapitats el mateix dia d'agost, juntament amb el fidel amic del príncep Constantin, el gran tresorer Enache Văcărescu.
Segons el seu secretari, Anton Maria Del Chiaro, els seus caps van ser portats a bastons pels carrers d'Istanbul, episodi que va causar un gran malestar a la ciutat. Tement una rebel·lió, inclosa la de la població musulmana indignada per la injustícia cometuda contra el príncep, els seus fills i el seu amic íntim, va ordenar llançar els cossos al Bòsfor. Els pescadors cristians van treure els cossos de l'aigua i els van enterrar al monestir de Halchi, a la rodalia de la ciutat.

### Mort i santificació en l'ortodòxia oriental
Les circumstàncies i els fets de la mort de Constantin estan registrats a la història, i la seva santificació és reconeguda per totes les Esglésies ortodoxes orientals.
El 15 d'agost de 1714, festa de la Dormició, quan Constantin Brâncoveanu també celebrava el seu 60è aniversari, ell i els seus quatre fills i el boiar Ianache Văcărescu van ser portats davant el sultà Ahmed III de Turquia. També hi van assistir representants diplomàtics d'Àustria, Rússia, França i Anglaterra. Després d'haver confiscat tota la seva fortuna, a canvi de la vida de la seva família se li va demanar que renunciés a la fe cristiana ortodoxa. Segons diu, va dir: "Mira, totes les meves fortunes i tot el que tenia, ho he perdut! No perdem la nostra ànima. Sigues valent i viril, estimada! Ignora la mort. Mireu quant ha suportat per nosaltres Crist, el nostre Salvador, i amb quina mort vergonyosa va morir. Creieu fermament en això i no us mogueu, ni deixeu la vostra fe per aquesta vida i aquest món". Després d'això, els seus quatre fills, Constantin, Ștefan, Radu i Matei i el conseller Ianache van ser decapitats davant del seu pare.
La història també va dir que el nen més petit, Matei (12 anys), va tenir tanta por després de veure el bany de sang i els caps dels seus tres germans que va començar a plorar i demanar al seu pare que el deixés renunciar al cristianisme i convertir-se a l'islam. En aquell moment, Constantin Brâncoveanu va dir: "De la nostra espècie, cap ha perdut la fe. És millor morir mil vegades que deixar la vostra antiga fe només per viure uns quants anys més a la terra ". Matei va escoltar i va oferir el cap. Després de la decapitació del propi Brâncoveanu, els seus caps van ser empalats sobre javelines i exhibits en una processó. Els seus cossos van ser deixats davant la porta i posteriorment llançats a les aigües del Bòsfor.

## Aportació cultural
Brâncoveanu va ser un gran mecenes de la cultura, els seus èxits formaven part del patrimoni cultural romanès i mundial. Sota el seu regnat, es van imprimir molts textos romanesos, grecs, búlgars, àrabs, turcs i georgians després de la creació d'una impremta a Bucarest, una institució supervisada per Anthim l'Iber. El 1694 fundà la Reial Acadèmia de Bucarest.
En les seves construccions religioses i laiques, Brâncoveanu va combinar harmònicament en l'arquitectura la pintura mural i escultòrica, la tradició local, l'estil neobizantí i les idees innovadores del renaixement italià, donant lloc a l'estil brâncovenesc. L'exemple més assolit i millor conservat de l'arquitectura d'estil brâncovenesc és el monestir de Hurezi, inscrit per la UNESCO a la llista de llocs del patrimoni mundial, on Brâncoveanu pretenia tenir la seva tomba. Altres edificis construïts per ell són el complex del palau de Mogoşoaia, el palau de Potlogi, el monestir de Brâncoveanu. Aquestes iniciatives culturals es basaven en l'augment de la fiscalitat, que també estava determinada per l'augment de la pressió fiscal dels otomans (que s'afegia, al seu torn, a la determinació de Brâncoveanu de privar la Valàquia del domini turc).

## Llegat
Brâncoveanu va deixar a la secular espiritualitat romanesa uns quants llibres fonamentals, impresos per primera vegada a Valàquia; entre ells, Ètica d'Aristòtil, La flor dels regals i els exemples filosòfics, els dos darrers els tradueix i imprimeix Antim Ivireanul. L'estil neoromanès va néixer de l'estil dels monestirs, de les cases i dels palaus de Brâncoveanu i es va convertir, a través de Ion Mincu i la seva escola, en l'estil nacional en el moment de l'afirmació de les identitats culturals de les nacions d'Europa a principis del segle xx.
L'estil arquitectònic brâncovenesc es troba a les esglésies dels monestirs de Hurezu, Râmnicu Sarat, Doicesti i l'església nova de Sant Jordi a Bucarest. Entre els edificis seculars, l'estil es pot trobar al palau Mogosoaia i a la reformada Cort Vella.
La Universitat Constantin Brâncoveanu es troba a Pitești, però també té filials a Brăila i Râmnicu Vâlcea.

El juny de 1992, el Sinode de l'Església Ortodoxa Romanesa va decretar la santificació de Constantin Brâncoveanu, els seus fills Constantin, Radu, Ștefan i Matei, i el vornic Ianache Văcărescu. El 7 de març de 2018, la decisió del Sant Sínode de l'Església Ortodoxa Russa va afegir aquests sants al calendari de l'Església Ortodoxa Russa. El 16 d'agost de 2020, Romania va celebrar per primera vegada el dia de record de la persecució dels cristians al món. Tot i que Brâncoveanu va morir el 15 d'agost, també es va recordar la seva mort per haver-se negat a convertir-se a l'islam.

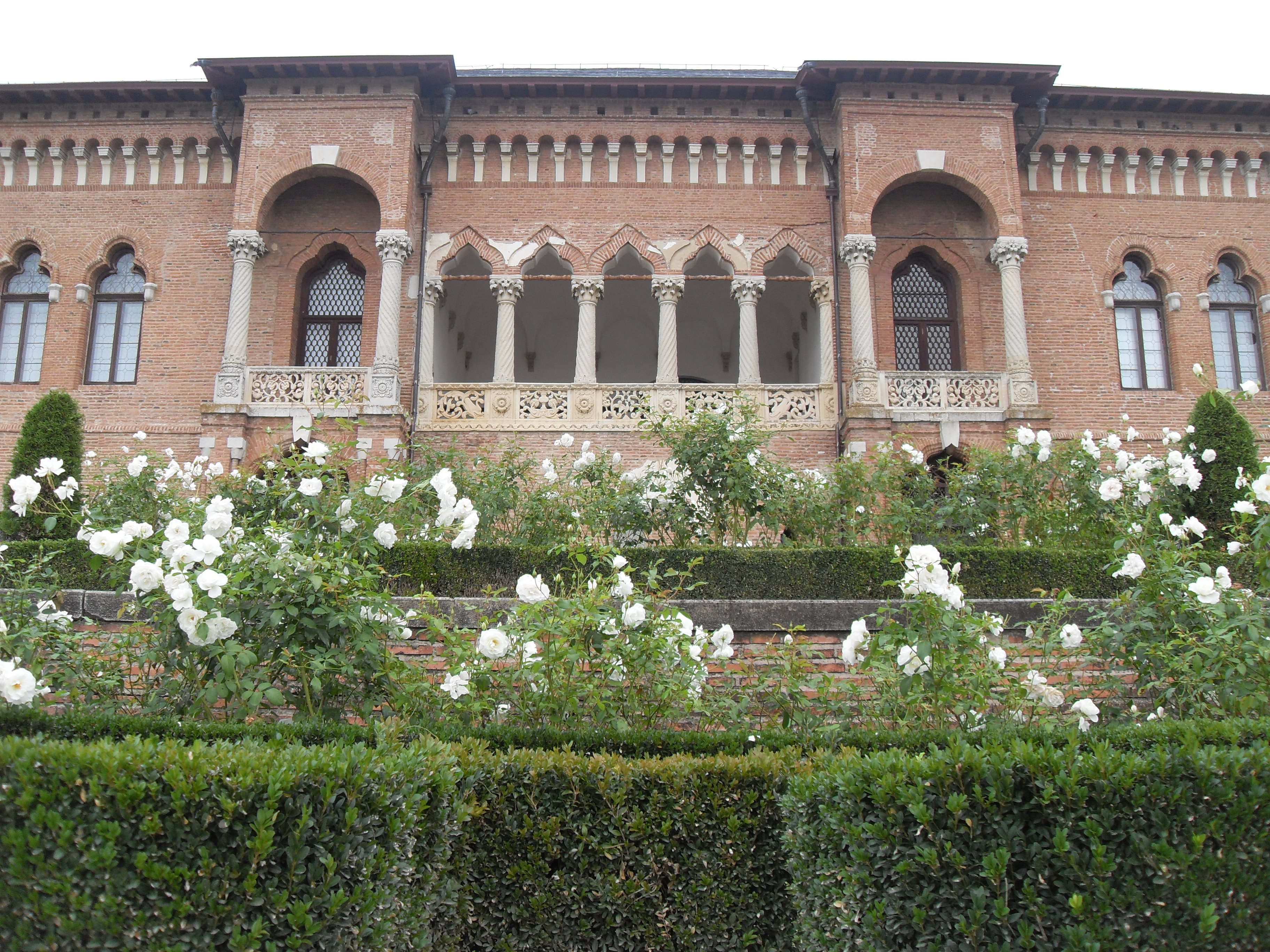
Palau de Mogoșoaia
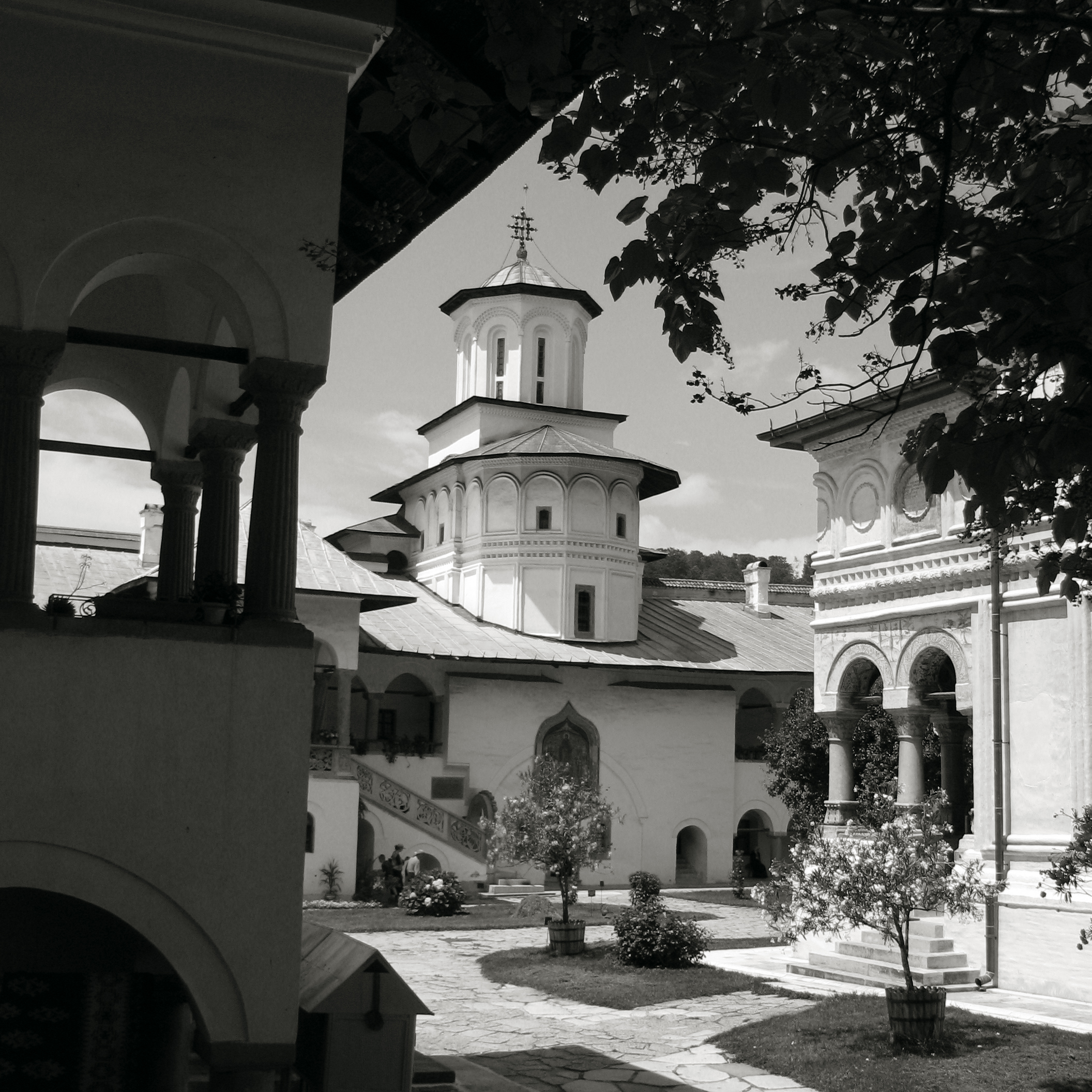
Monestir d'Horezu
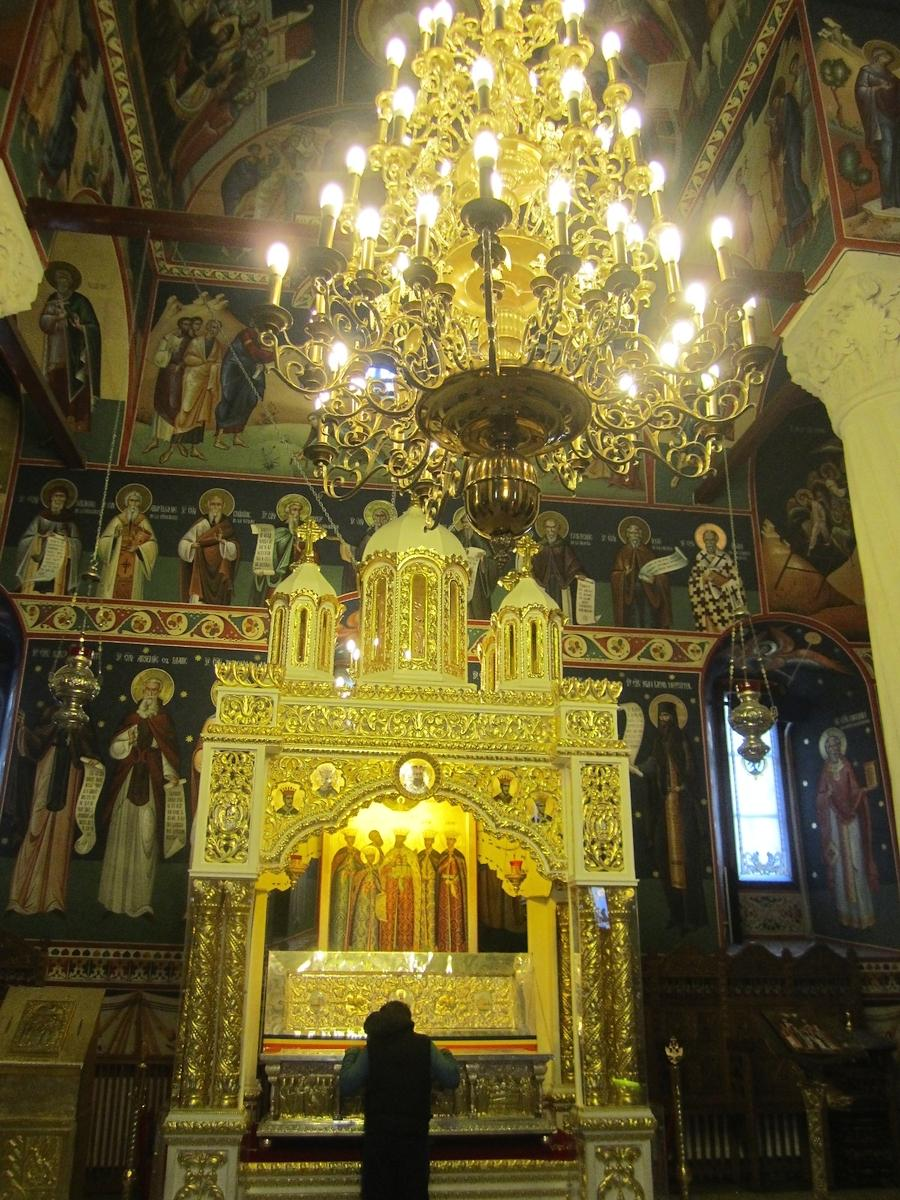
Tomba de Brâncoveanu a l'església nova de Sant Jordi

## Historiografia
La intriga que marca l'ascens i el regnat de Constantin es reflecteix en les cròniques de l'època, que es divideixen ideològicament: Letopisețul Cantacuzinesc fa un relat desolador sobre el govern de Șerban, tal com ho fa Cronica Bălenilor ; El de Radu Greceanu és un relat oficial del govern de Brâncoveanu, i Radu Popescu és contrari als governants cantacuzins.
La Historia Hieroglyphica de Dimitrie Cantemir se centra en el xoc i reflecteix la preferència de Cantemir per Constantin Cantacuzino, que també es va relacionar amb Dimitrie a través del matrimoni (malgrat que Cantemir i Brâncoveanu han pres el mateix bàndol en el conflicte amb la Porta).
La breu regla de Ștefan Cantacuzino va veure al seu torn la caiguda dels Cantacuzinos; ell i el seu pare van ser executats pels otomans, que van veure la solució al risc de les aliances valaho-russes en imposar el rígid sistema de regla fanariota (inaugurat a Valàquia per Nicholas Mavrocordato, que, a través del seu anterior govern a Moldàvia, també es considera el primer fanariota d'aquest país).
Amb la seva mort, Constantin Brâncoveanu es va convertir en l'heroi d'una sèrie de balades populars romaneses, a més de ser representat en algunes de les monedes oficials de Romania. Segons l'església ortodoxa romanesa, el motiu de l'execució dels seus i dels seus fills va ser la seva negativa a renunciar a la seva fe cristiana i convertir-se a l'islam. El 1992 l'Església el va declarar, els seus fills i els sants i màrtirs d'Enache (Sfinții Martiri Binecredinciosul Voievod Constantin Brâncoveanu, junt amb fiii săi Constantin, Ștefan, Radu, Matei și sfetnicul Ianache - "The Martyr Saints the Right- Believieviev Constantin Brâncoveanu, juntament amb els seus fills Constantin, Ștefan, Radu, Matei i el conseller [Enache] "). La seva festa és el 16 d'agost.
- Letopisețul Cantacuzinesc sobre les relacions de Constantin Brâncoveanu amb els Habsburg i els otomans a principis del seu regnat (1690, durant les darreres etapes de la Gran Guerra de Turquia)

## Assumpte
Brâncoveanu i la seva dona Marica van tenir set filles i quatre fills. Tot i que tots els seus fills van ser assassinats, moltes de les seves filles van tenir problemes. El primer nascut de Brâncoveanu, Constantin II, també va tenir un fill que va sobreviure a l'exili i es va convertir en una prohibició de mare (principal funció estatal de la jerarquia política valaca, excepte el governant). La línia masculina de la família Brâncoveanu es va extingir el 1832, quan Grigore Brâncoveanu va morir sense tenir fills propis. Tot i això, va adoptar un parent (que també era descendent de Constantin Brâncoveanu) i, per tant, va transmetre el cognom.
Segons un estudi genealògic, aproximadament 250 de la seva descendència eren vives a mitjan segle xix. Entre ells Gheorghe Bibescu i Barbu Știrbei (governants de Valàquia i Moldàvia), el famós revolucionari Alexandru Ipsilanti, els primers ministres romanesos Barbu Catargiu, Nicolae Kretzulescu, George Manu i Gheorghe Grigore Cantacuzino "Nababul" i els historiadors Dan i Mihnea Berindei.